# Pfarrkirche Fuschl am See

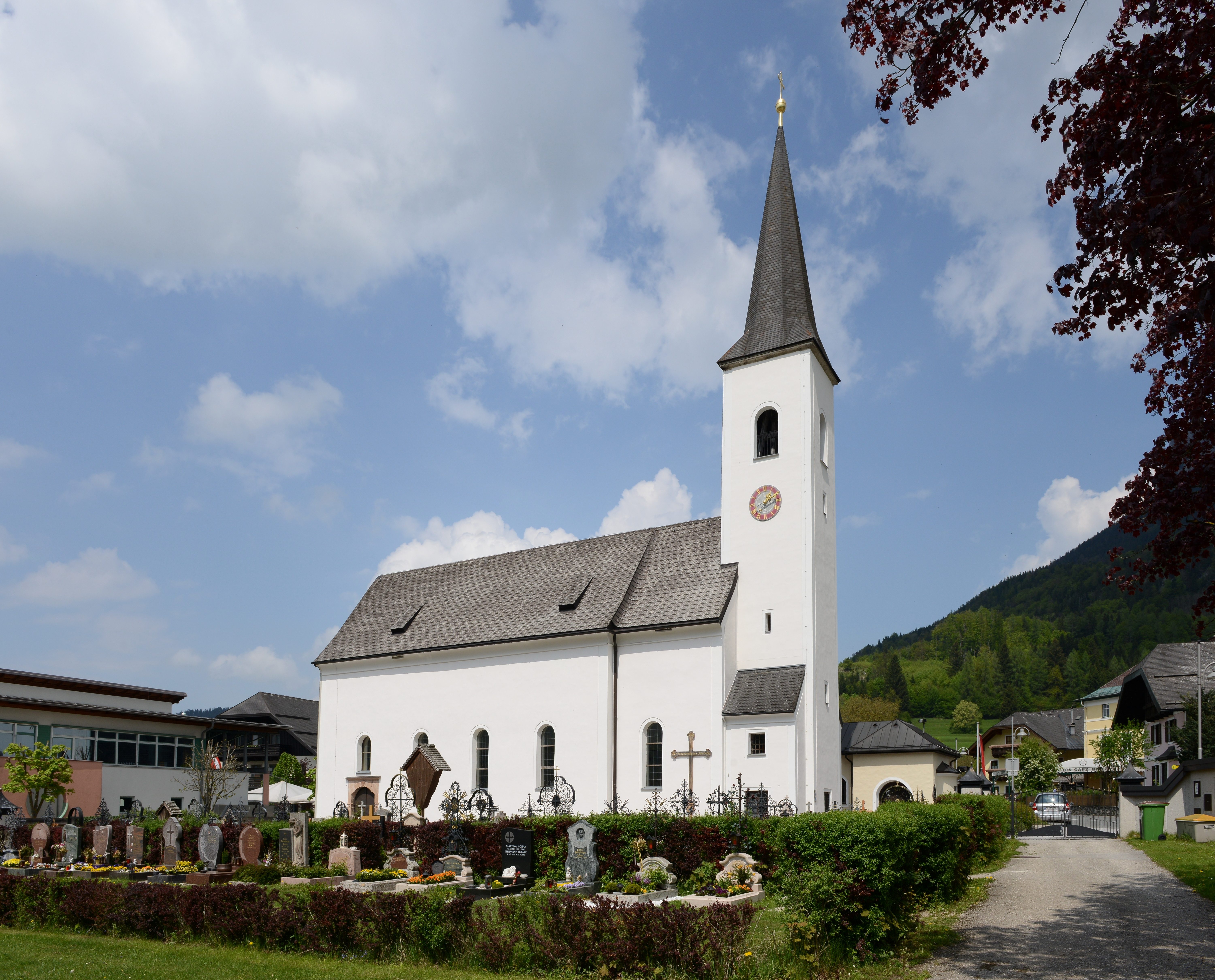
Katholische Pfarrkirche hl. Erasmus in Fuschl am See

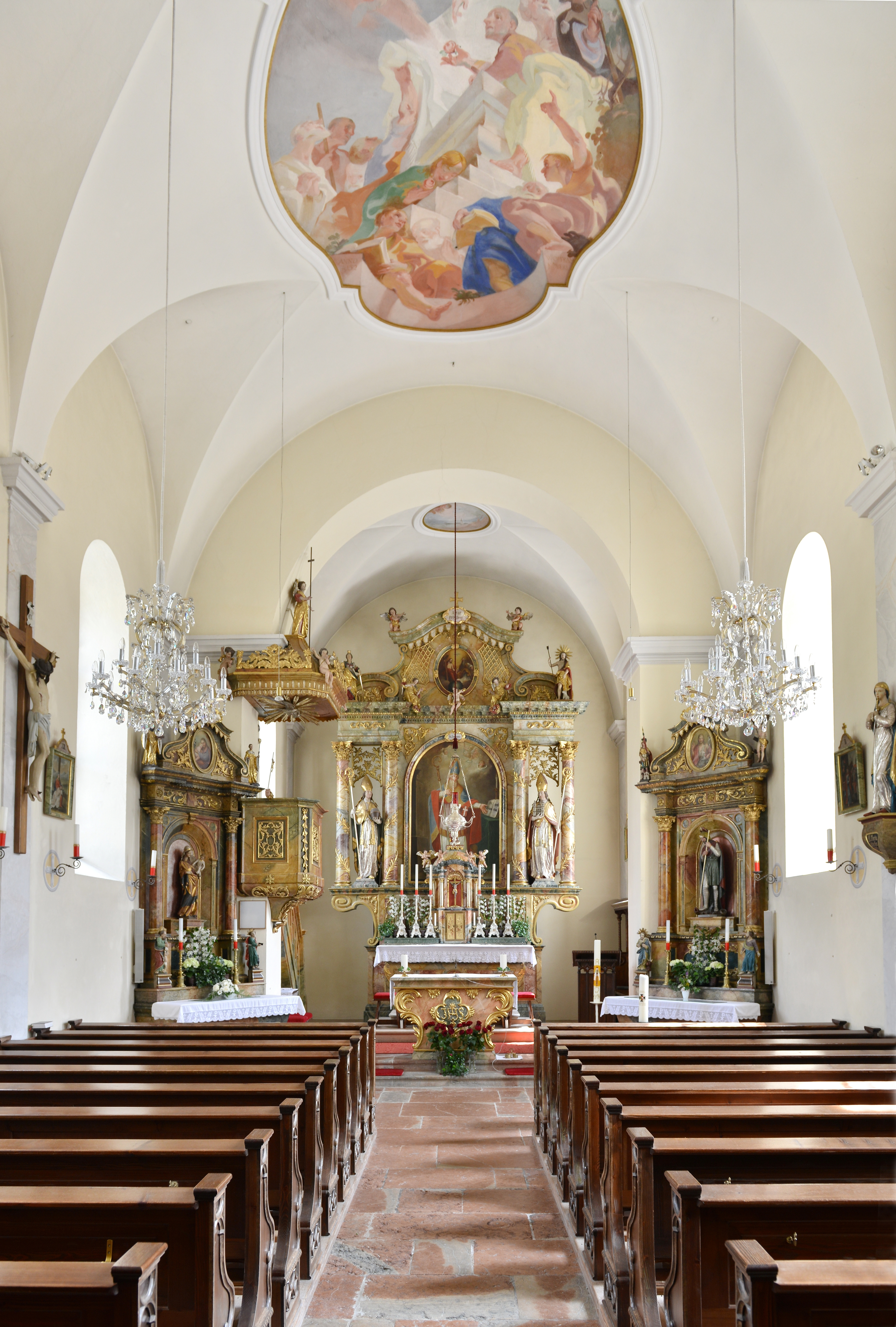
Langhaus, Blick zum Chor

Die römisch-katholische Pfarrkirche Fuschl am See steht im Osten des Ortes der Gemeinde Fuschl am See im Bezirk Salzburg-Umgebung im Land Salzburg. Die dem Patrozinium des Heiligen Erasmus von Antiochia unterstellte Pfarrkirche gehört zum Dekanat Thalgau in der Erzdiözese Salzburg. Die Kirche steht unter Denkmalschutz (Listeneintrag).

## Geschichte
Der Vorgängerbau der Kirche ist eine Erasmuskapelle in Brunn aus dem Jahr 1668. Die Kirche wurde von 1804 bis 1806 erbaut, Planzeichner war Johann Anton Zillner. 1837 wurde die Kirche geweiht. Nach einem Brand 1880 erfolgten Erneuerungen, sowie weitere Restaurierungen in den Jahren 1909, 1951, 1962/1963 innen und 1967 außen.
1891 wurde die Pfarre gegründet.

## Architektur
Die schlichte nachbarocke Saalkirche mit einem Ostturm ist von einem ummauerten Friedhof umgeben.
Das Kirchenäußere zeigt ein Langhaus und einen wenig eingezogenen Rechteckchor unter einer einheitlichen Gesimskehle zusammengefasst, die Fenster sind rundbogig, die seitlichen Portale aus Rotmarmor haben eine Gesimsverdachung. Im Chorscheitel steht der Ostturm, welcher von einer zweigeschoßigen Sakristeianbau umschlossen wird, der Turmhelm entstand 1855.
Das Kircheninnere zeigt ein vierjochiges Langhaus aus 1880 mit einer einheitlichen Pilastergliederung und ein Tonnengewölbe mit Stichkappen, der Triumphbogen ist eingezogen, der Bodenbelag besteht aus Rotmarmorplatten. Die zurückgestaffelte Doppelempore auf Ständern ist aus der zweiten Hälfte des 19. Jahrhunderts, die obere Brüstung zeigt moderne Bilder mit David, Engel und hl. Cäcilia. Die Deckenmalerei Mariä Himmelfahrt in einem geschwungenen Bildfeld schuf Wolfram Köberl 1952.

## Einrichtung
Die einheitlich nachbarocke, marmorierte Einrichtung aus den Jahren 1849/1850 wurde 1910 neu gefasst. Der freistehende Hochaltar mit einem Tabernakel aus dem Jahr 1849 hat einen breit gelagerten Aufbau mit durchlässigen Säulenflügeln und einem Volutenauszug. Das Altarblatt, auf dem der hl. Erasmus dargestellt ist, wird flankiert von den Figuren der Heiligen Rupert und Virgilius, das Medaillon im Aufzug stellt die Hl. Dreifaltigkeit dar.
Die Orgel baute Ludwig Mooser 1856.